# علمدار (زاوه)
علمدار روستایی در دهستان سلیمان بخش سلیمان شهرستان زاوه استان خراسان رضوی ایران است. بر پایه سرشماری عمومی نفوس و مسکن در سال ۱۳۹۰ جمعیت این روستا ۵۷۱ نفر (در ۱۵۰ خانوار) بوده است.